# Omikron
Omikron (st.gr. ὂ μικρόν, nw.gr. όμικρον, pisana Οο) – piętnasta litera alfabetu greckiego oznaczająca samogłoskę „o krótkie”. W greckim systemie liczbowym oznaczała liczbę 70.

## Użycie jako symbolu

### Οο
Majuskuły i minuskuły omikronu nie używa się powszechnie jako symbolu, ponieważ wyglądają one tak samo, jak łacińska litera O.

#### W Informatyce
Stosowany jest do określania złożoności obliczeniowej algorytmów korzystając z "notacji O".

## Kodowanie
W Unicode litera jest zakodowana:
| Znak | Unicode | Kod HTML                          | Nazwa unikodowa              | Nazwa polska                 |
| ---- | ------- | --------------------------------- | ---------------------------- | ---------------------------- |
| Ο    | U+039F  | &Omicron; lub &#x039F; lub &#927; | GREEK CAPITAL LETTER OMICRON | wielka litera grecka omikron |
| ο    | U+03BF  | &omicron; lub &#x03BF; lub &#959; | GREEK SMALL LETTER OMICRON   | mała litera grecka omikron   |

W LaTeX-u używa się znacznika:
| Znak                         | LaTeX    |
| ---------------------------- | -------- |
| {\displaystyle \mathrm {O} } | \Omicron |
| {\displaystyle \mathrm {o} } | \omicron |